# Noel McCarthy

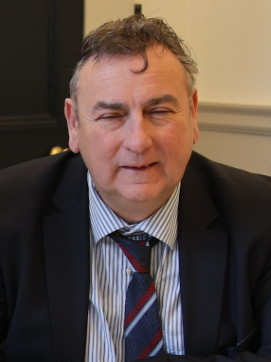
Noel McCarthy (2024)

Noel McCarthy (* 1961 in Cobh, County Cork, Irland) ist ein irischer Politiker der Fine Gael.

## Leben
McCarthy ist ein Spirituosenhändler (Off-licence) aus Fermoy und Pub-Betreiber. 2009 wurde McCarthy erstmals für Labour in den Cork County Council gewählt und wurde bis 2024 jeweils wiedergewählt. Als er weder bei den Wahlen zum Dáil Éireann 2011 noch bei den Wahlen 2016 von Labour aufgestellt wurde, trat er 2015 aus der Partei aus und bei der Fine Gael ein, die ihn zwar im Wahlkreis Cork East aufstellte, aber nicht genug Stimmen für einen Sitz im Dáil erringen konnte. Bei den Wahlen zum Dáil Éireann 2024 war er dann im Wahlkreis Cork East erfolgreich und zog als Teachta Dála in den Dáil Éireann ein.
McCarthy ist mit Sharon Roche verheiratet. 